# Aschistodesmus maculifer
Aschistodesmus maculifer är en mångfotingart som beskrevs av Pocock 1898. Aschistodesmus maculifer ingår i släktet Aschistodesmus och familjen orangeridubbelfotingar. Inga underarter finns listade i Catalogue of Life.